# Лошкарівка (станція)
Лошка́рівка — проміжна залізнична станція Криворізької дирекції Придніпровської залізниці на 309 км магістральної лінії Мерефа — Херсон, на ділянці Нижньодніпровськ-Вузол — Апостолове між станціями Незабудине (288 км) та Роз'їзд 319 км, Павлопілля (327 км). Розташована у селищі Лошкарівка Криворізького району Дніпропетровської області.

## Пасажирське сполучення
На станції щоденно зупиняються лише приміські поїзди сполученням Дніпро — Апостолове. Пасажирські поїзди далекого сполучення через станцію не курсують. 
Історія пасажирського сполучення:
З часу відкриття, до 1975 року,  через станцію курсували поштово-вантажно-пасажирські, пасажирські та приміські поїзда сполученням Лоцманка — Херсон, Лоцманська - Апостолове, Лоцманська - Лошкарівка, Апостолове - Лошкарівка:
- 1929 - 1930 рр. – поштово-товарно-пасажирський поїзд від "Укржелдор", який курсував при будівництві ділянки Зустрічний - Апостолове, № 81/82 Апостолове – Дніпропетровськ [3];
- 1932 - 1933 рр. – поштово-пасажирський поїзд : № 81/82 Лоцманська – Херсон; приміський поїзд № 65/66 Лоцманська – Лошкарівка [4];
- 1934 - 1941 рр. – поштово-пасажирський: № 81/82 Лоцманська – Херсон; приміський поїзд № 65/66 Лоцманська – Лошкарівка; приміський поїзд № 67/68 Лоцманська – Привільне;
- 1945 - 195Х рр. – пасажирський поїзд № 63/64 Лоцманська – Херсон;
- 195Х - 1964 рр. – пасажирський поїзд № 285/286 Лоцманська – Херсон [5];
- 1967 - 1975 рр. – пасажирський поїзд № 285/286 Лоцманська – Апостолове.

Після перейменування станції Лоцманська та відкриття вокзалу Дніпропетровськ-Південний: 
- З 1 червня 1975 року через станцію курсував пасажирський поїзд № 665/666 Дніпропетровськ — Одеса, який сполучав чотири обласних центри: Дніпропетровськ, Херсон, Миколаїв та Одесу. По станції Апостолове до поїзду приєднувались вагони безпересадкового сполучення Кривий Ріг — Одеса. Згодом, пасажирський поїзд отримав номер  629/630. З листопада 1996 року поїзд, при прямуванні з станції Дніпропетровськ-Південний  до станції Апостолове,  було переведено на інший маршрут через станції Зустрічний, Верхівцеве та  Кривий Ріг-Головний.
- З травня 1997 року через Лошкарівку курсував пасажирський поїзд № 641/642 Дніпропетровськ — Апостолове. В схемі складу мав один купейний вагон, решта 8-10 вагонів були загальними. Поїзд фактично виконував функцію приміського.
- У 2002 - 2003 рр. курсував пасажирський поїзд  № 629/630 Дніпропетровськ — Миколаїв.
- До 2004 року станція Лошкарівка була кінцевою (пересадковою) станцією для приміських поїздів Дніпропетровськ-Південний — Лошкарівка, Апостолове — Лошкарівка та Кривий Ріг — Лошкарівка. Після їх скасування було призначено приміські поїзди сполученням: Дніпропетровськ-Південний — Апостолове та Дніпропетровськ-Південний — Кривий Ріг.
- З 2004 року через станцію курсують лише приміські поїзди сполученням Дніпро — Апостолове.
- 2014 року через Лошкарівку призначався пасажирський дизель-поїзд серії ДЕЛ-02, в якості регіонального №869/870 Миколаїв - Дніпропетровськ, через Херсон, Апостолове. З прибуттям до вокзалу станції Дніпропетровськ-Південний. Після випробувального рейсу поїзд на регулярний маршрут не вийшов.
- З початку 2022 року обговорювалась можливість призначення регіонального дизель-поїзду серії ДПКр-3 за маршрутом Миколаїв - Дніпро: по станціям Миколаїв-Вантажний - Херсон - Снігурівка - Апостолове - Дніпро-Лоцманська. Через окупацію російськими загарбниками Херсону та Херсонської області, дане питання вирішено не було.
- Упродовж часу існування станції через неї прокладались змінені маршрути швидких та пасажирських поїздів далекого сполучення. Так, при закритті  руху на деяких суміжних магістралях, через станцію Лошкарівка, деякий час, курсували такі поїзди як №65/66 Миколаїв - Москва, №191/192 Ясинувата - Одеса, №119/120 Львів - Запоріжжя.